# Alexandra Maria Lara
Alexandra Maria Platareanu (Bucareste, 12 de novembro de 1978), mais conhecida como Alexandra Maria Lara, é uma atriz romeno-alemã. Seus filmes mais conhecidos são Der Untergang (A Queda), no qual ela protagonizou Traudl Junge, secretária de Adolf Hitler e autora do livro que deu origem ao roteiro, e Rush, onde interpretou Marlene Lauda Knaus, a esposa do tricampeão de F1 Niki Lauda.

## Biografia
Lara é filha única de Valentin Plătăreanu, um ator de Bucareste, e sua esposa, Doina. Quando tinha quatro anos (em 1983) sua família decidiu fugir para a Alemanha Ocidental, para escapar do regime de Nicolae Ceauşescu na Romênia comunista.
Embora a família planejasse, no início, emigrar para o Canadá, estabeleceram-se em Freiburg im Breisgau (Baden-Württemberg), antes de se mudarem para Berlim. Após a graduação de ensino de nível médio no Französisches Gymnasium (ginásio francês) de Berlim, em 1997, Lara foi aprender a representar, sendo orientada por seu pai, co-fundador do Theaterwerkstatt Charlottenburg até 2000.
Aos 16 anos já colecionava papéis principais em vários dramas da televisão. Sua carreira deslanchou e, desde então, transformou-se numa atriz de cinema respeitada.
Seu papel mais famoso, e que a conduziu ao reconhecimento internacional, é o de Traudl Junge, a secretária de Adolf Hitler, interpretado por Bruno Ganz, no filme Der Untergang (br: A Queda), indicado ao Oscar de melhor filme estrangeiro. Devido a seu desempenho convincente no filme, recebeu elogios de Francis Ford Coppola, que escreveu para ela um papel em 2007.
Alexandra Maria Lara também atuou no filme Control (2007), sobre a vida de Ian Curtis, vocalista da banda britânica Joy Division, no qual fez o papel da amante do cantor, Annik Honoré.
Em 2008 foi membro do júri no Festival de Cannes. No mesmo ano, voltou a atuar ao lado de Ganz em The Reader e em Der Baader Meinhof Komplex, no papel da guerrilheira Petra Schelm, uma das integrantes do grupo terrorista, morta a tiros na Alemanha dos anos 70. Em 2010 voltou ao cinema com Um Bairro Distante, de Sam Garbarski e em 2013 no filme Rush (2013), de Ron Howard como Marlene (Knaus) Lauda.
É casada com o ator britânico Sam Riley, eles se conheceram durante as filmagens de Control

## Filmografia
- Sperling und der falsche Freund (1997, TV)
- Südsee, eigene Insel (1999)
- Vertrauen ist alles (2000, TV film)
- Fisimatenten (2000)
- Der Tunnel (2001)
- Honolulu (2001)
- Leo und Claire (2001)
- Liebe und Verrat (2002, TV film)
- Was nicht passt, wird passend gemacht (2002)
- 99 Euro Films (2002)
- Napoléon (2002, TV miniseries)
- Doctor Zhivago (2002, TV film)
- Schleudertrauma (2002, TV film)
- Nackt [de] (2002)
- Trenck (2003, TV film)
- Der Wunschbaum (2004, TV miniseries)
- Leise Krieger (2004, Short)
- Der Untergang (The Downfall) (2004)
- Cowgirl (2004)
- Offset (2005)
- Der Fischer und seine Frau (2005)
- Vom Suchen und Finden der Liebe [de] (2005)
- Wo ist Fred? (2006)
- I Really Hate My Job (2007)
- Control (2007)
- The Company (2007, TV miniseries)
- Youth Without Youth (2007)
- The City of Your Final Destination (2008)
- Miracle at St. Anna (2008)
- Der Baader Meinhof Komplex (2008)
- The Dust of Time (2008)
- The Reader (2008)
- Hinter Kaifeck (Kaifeck Murder) (2009)
- L'affaire Farewell (2009)
- City of Life (2009)
- The Nazi Officer's Wife (2010)
- Quartier lointain [fr] (2010)
- Rubbeldiekatz [de] (2011)
- Imagine (2012)
- Rush (2013)
- Geostorm (2016)

## Prêmios e indicações

### Prêmios
Golden Camera
- Melhor Atriz: 2005